# Ocelot tygrysi
Ocelot tygrysi, kot tygrysi, oncilla (Leopardus tigrinus) – gatunek ssaka z podrodziny kotów (Felinae) w obrębie rodziny kotowatych (Felidae), zamieszkujący Amerykę Środkową i Południową.

## Taksonomia
Gatunek po raz pierwszy zgodnie z zasadami nazewnictwa binominalnego opisał w 1775 roku niemiecki przyrodnik Johann Christian Daniel von Schreber nadając mu nazwę Felis tigrina. Holotyp pochodził z Kajenny, w Gujanie Francuskiej.
Niedawne analizy morfologiczne i genetyczne wykazały, że w obrębie L. tigrinus istnieją trzy gatunki (L. tigrinus, L. emiliae i L. guttulus), potwierdzając wcześniejsze twierdzenia, że L. tigrinus obejmuje więcej niż jeden gatunek. Autorzy Illustrated Checklist of the Mammals of the World rozpoznają dwa podgatunki.

### Etymologia
- Leopardus: gr. λεοπαρδος leopardos „lampart, pantera”[17].
- tigrinus: łac. tigrinus „tygrysi”, od tigris, tigridis „tygrys”, od gr. τιγρις tigris, τιγριδος tigridos „tygrys”[18].
- oncilla: epitet gatunkowy Felis onca Linnaeus, 1758; łac. przyrostek zdrabniający -illa[19].

## Zasięg występowania
Ocelot tygrysi występuje w Amerykę Środkowej i Południowej zamieszkując w zależności od podgatunku:
- L. tigrinus tigrinus – Wenezuela, Gujana, północna Brazylia i Andy od Kolumbii do Boliwii.
- L. tigrinus oncilla – Kostaryka.

## Morfologia
Długość ciała (bez ogona) 38–55,6 cm, długość ogona 22,5–42 cm; masa ciała 1,5–3,5 kg; dorosłe samce są nieco większe i cięższe od dorosłych samic. Ten niewielki kot bardzo przypomina margaja, choć jest od niego mniejszy, smuklejszy i ma krótszy ogon. Głowa wąska, duże zaokrąglone uszy. Kolory w zakresie od czerwonożółtego do szarożółtego. Wykazuje też podobieństwo do kotka bengalskiego (Prionailurus bengalensis), od którego różni się deseniem na pysku (brak białych obwódek dookoła oczu) i tym, że ogon zawsze jest paskowany poprzecznie (nie cętkowany).

## Ekologia

### Pokarm
Typowy oportunista pokarmowy, odżywia się tym, co jest akurat dostępne w środowisku. W suchych rejonach Brazylii odżywia się jaszczurkami, gdzie indziej ich pokarm stanowią przede wszystkim gryzonie. Poluje również na ptaki, potrafi je oczyścić z piór przed połknięciem. 

### Rozród
Ciąża trwa 74-76 dni, w miocie 1-2 kocięta; młode ssą do 3 miesięcy, dojrzałość płciową osiągają w wieku 2-2,5 lat.

### Tryb życia
Ocelot tygrysi prowadzi samotniczy, nocny tryb życia. Na wolności żyje średnio 11 lat, w niewoli osiągają nawet 23 lata.

### Siedlisko
Górskie lasy deszczowe, lasy subtropikalne, suche lasy liściaste i półpustynne zarośla kolczaste typu caatinga.

## Status
Koty te są zabijane dla futra, jeszcze w latach 70. i 80. XX wieku sam Paragwaj eksportował 85 tys. skór rocznie. Obecnie handel międzynarodowy został w znacznym stopniu ograniczony. Innym zagrożeniem są postępujące zmiany środowiska; wydaje się jednak, że oncilla ma duże zdolności adaptacyjne.